# Carl Froelich
Carl Froelich, född 5 september 1875 i Berlin, Kejsardömet Tyskland, död 12 februari 1953 i samma stad, var en tysk filmregissör, filmproducent och filmfotograf. Froelich började på allvar arbeta med film 1903 då han accepterade uppdraget att bli kameraman hos Oskar Messter. Vid 1910-talets mitt blev han en etablerad tysk filmregissör. 1920 startade han det egna filmbolaget Froelich-Film GmbH. Under det följande decenniet hade han ett nära samarbete med skådespelaren Henny Porten.
1929 står han för regin till en av Tysklands tidigaste ljudfilmer, Natten tillhör oss. 1933 var han en av Tysklands mest respekterade filmarbetare, då han valde att bli medlem i NSDAP, som just tagit makten i landet. 1934 stod han för regin till propagandafilmen Ich für dich, du für mich. Från 1939 var han ledare för Gesamtverbandes der Filmherstellung und Filmverwertung och direktör för Reichsfilmkammer. Posten behöll han till 1945. Efter kriget arresterades han av allierade kontrollrådet och genomgick denazifiering 1948. Därefter regisserade han två filmer innan sin död 1953.

## Filmregi, urval
- 1913 – Richard Wagner
- 1916 – Dollarprinsessans paraply
- 1920 – Bröderna Karamasov
- 1924 – Efter ett års äktenskap
- 1925 – Väninnan från Berlin
- 1928 – En kvinna av folket
- 1929 – Natten tillhör oss
- 1932 – Hon eller ingen
- 1937 – De stora dårskaperna
- 1938 – Tillbaka till hemmet
- 1938 – Kvartetten gifter sig
- 1939 – Det var en berusande balnatt
- 1940 – En drottnings hjärta
- 1941 – Fy, så'na karlar!